# Puranasana
Puránásana Dêvanagarí पुरानासन IAST purānāsana. É um ásana sentado do ioga para pránáyáma e mantra.
Em sânscrito purána faz referência a algo que pertence a um tempo antigo, algo que é antigo, velho, antigo. Faz alusão a uma posição que possivelmente é a forma como nossos ancestrais sentavam-se.

## Execução
Sente-se com as pernas estendidas a frente e coluna impecavelmente ereta. Existem variações mais simples com o apoio das mãos no chão. A variação completa o único apoio são os quadris no solo.

## Galeria
- Sukha PuránásanaSukha Puránásana
- Ardha PuránásanaArdha Puránásana
- Rája PuránásanaRája Puránásana